# 낙타 샹쯔
《낙타 상자》(중국어 간체자: 骆驼祥子, 정체자: 駱駝祥子, 병음: Luòtuo xiángzi 뤄퉈 샹쯔[*])는 중국 작가 라오서의 1937년작 소설로, 작가의 첫 장편이자 대표작이다. 1930년대 베이징의 인력거꾼 샹쯔의 이야기를 다루고 있다. 1936년 9월부터 《우주풍》 잡지에 총 24장 분량으로 연재되었다.
작가 라오서가 1936년 교수 직장을 그만두고 전업작가로서의 삶을 시작하며 1년간 집필하여 발표하였다. 우연히 듣게 된 베이징의 인력거꾼 이야기에서 소재를 얻었다고 전한다. 당대 중국 하층민의 삶과 사회의 부조리를 포착하여 비판적 리얼리즘 소설이라는 평가를 얻었다. 1945년 미국에서 'Rickshaw Boy'(인력거꾼)이라는 제목으로 번역 출간되어 베스트셀러에 오르기도 했다.

## 줄거리
농촌에서 온 가난한 청년 샹쯔는 인력거꾼이 된다. 그는 인력거꾼이라는 직업에 큰 자부심을 가지고, 자기 인력거를 장만하겠다는 목표를 향해 하루도 쉬지 않고 근면성실하게 일한 끝에 인력거를 산다. 그러나 행복도 잠시, 전쟁통에 손님을 잘못 받았다가 군부대에 붙잡히는 바람에 인력거를 빼앗기고 본인도 감옥에 갇히게 된다. 부대에 있던 낙타 세 마리를 팔아서 다시 인력거를 사겠다는 생각으로 탈출하였는데, 이후로 샹쯔에게는 '낙타 샹쯔'라는 별명을 생기게 된다.
낙타 판 돈을 합해 다시 인력거를 사려고 일하는데, 인력거 대여소의 딸 호뉴가 샹쯔에게 관심을 보내온다. 샹쯔는 애써 무시했지만, 호뉴의 유혹에 넘어가고 호뉴가 거짓 임신으로 협박과 회유를 하자 결국 호뉴와 결혼하게 된다. 샹쯔는 호뉴의 자금을 빌어 다시 인력거를 산다.
호뉴가 진짜로 임신을 하게 되었는데, 그러나 호뉴는 출산 중 죽고 만다. 샹쯔도 호뉴를 간호하다가 병을 얻는 바람에 몸이 많이 약해져 예전처럼 인력거를 끌 수 없게 된다. 그럼에도 이웃집 샤오푸쯔와 살림을 차려 열심히 살려고 하나 샤오푸쯔가 사창가에 팔려 갔다가 자살하게 되어 마지막 남은 희망도 사라진다.

## 등장인물
- 샹쯔(祥子): 주인공. 시골에서 온 인력거꾼. 인력거꾼이라는 직업에 큰 자부심을 갖고 있다.
- 호뉴(虎妞): 인력거 대여소 인화차창의 류쓰예 영감의 딸. 억척스럽고 호방하다. 샹쯔에게 관심이 있다.
- 샤오푸쯔(小福子): 샹쯔와 호뉴 부부 이웃집에 살던 얼창즈의 딸. 장교에게 첩으로 팔려갔다가 돌아왔다. 호뉴와 친해진 호 생계를 위해 매춘을 하게 된다.
- 류쓰예(劉四爺): 인력거 대여소 인화차창의 주인.
- 차오 선생(曹先生): 샹쯔가 전세 인력거꾼으로 일했던 집의 주인. 인자하고 명석해서 샹쯔가 따르는 몇 안 되는 인물. 사회주의자로 그 때문에 고초를 겪게 된다.
- 가오마: 차오 선생 댁에서 일하는 식모.
- 쑨 순경: 과거 샹쯔를 체포했던 군 부대의 소대장이었으며, 이호 순경이 된다. 사회주의자인 차오 선생을 감시하다가 샹쯔와 재회한다.
- 샤 부인: 샹쯔가 일했던 집의 안주인.
- 롼밍: 차오 선생의 제자로 스승보다도 더 열렬한 사회주의자.

## 한국어 역본
- 루어투어 시앙쯔(최영애 옮김, 통나무)
- 낙타 샹즈(심규호·유소영 옮김, 황소자리)
- 낙타 상자(오수경 옮김, 연극과인간)